# Damon Daunno
Damon Daunno (nacido el 28 de noviembre de 1984) es un actor, músico y compositor estadounidense nominado al Tony y al Grammy. Es mejor conocido por su trabajo en Broadway y por el papel de Curly McLain en el revival del musical Oklahoma! de 2019, por el que recibió una nominación al Tony como Mejor actor principal en un musical así como una nominación al Grammy como Mejor álbum de teatro musical.

## Primeros años y educación
Daunno nació en Whippany, Nueva Jersey y creció en Glen Ridge, Nueva Jersey. Asistió a la escuela secundaria Glen Ridge durante un año antes de transferirse a la escuela Loomis Chaffee en Windsor, Connecticut.
Se graduó de la Escuela Loomis Chaffee y luego estudió en la Tisch School of the Arts, obteniendo una licenciatura en teatro en 2006.

## Carrera
Daunno originó el papel de Orfeo en Hadestown en la producción off-Broadway que se desarrolló del 6 de mayo al 31 de julio de 2016 en el New York Theatre Workshop. Aparece en la grabación del elenco original Off Broadway.
¡Daunno protagonizó la reposición de Broadway de Oklahoma! en 2019 como Curly, por el que recibió una nominación al Premio Tony al mejor actor principal en un musical en 2019.
En agosto de 2020, Daunno apareció en la banda sonora Broadway Sings Blood Rock: The Musical con Andy Mientus, Jennifer DiNoia y Robert Torti.

## Vida personal
Daunno salió anteriormente con la actriz Betty Gilpin, mientras ambos asistían a la escuela Loomis Chaffee.
Daunno conoció a la actriz británica Kirsty Woodward en 2014 mientras actuaba en la Kneehigh Theatre Company. Los dos se casaron en 2018 en Brooklyn, Nueva York.

## Créditos en teatro
| Año       | Título               | Papel         | Teatro                        |
| --------- | -------------------- | ------------- | ----------------------------- |
| 2010      | The Last Goodbye     | Romeo         | Williamstown Theatre Festival |
| 2010–2011 | Breve encuentro      | Reparto, Bill | Studio 54                     |
| 2013      | Fly By Night         | Harold McClam | Dallas Theater Center         |
| 2015      | Oklahoma!            | Curly McLain  | Bard SummerScape              |
| 2015      | These Paper Bullets! | Claude        | Gil Cates Theater             |
| 2016      | Hadestown            | Orfeo         | New York Theatre Workshop     |
| 2017      | Beardo               | Beardo        | St. John's Lutheran Church    |
| 2017      | The Tin Drum         | Jan           | Shoreditch Town Hall          |
| 2018      | The Lucky Ones       | Kai           | Connelly Theater              |
| 2019–2020 | Oklahoma!            | Curly McLain  | St. Ann's Warehouse           |
| 2019–2020 | Oklahoma!            | Curly McLain  | Circle in the Square Theatre  |
| 2023      | Almost Famous        | Jeff Bebe     | Eugene O'Neill Theater Center |

## Filmografía
| Año  | Título                       | Papel   | Notas                                              |
| ---- | ---------------------------- | ------- | -------------------------------------------------- |
| 2013 | The Following                | Steve   | Episodio: "Love Hurts"                             |
| 2020 | Blue Bloods                  | Mancuso | Episodio: "Where the Truth Lies"                   |
| 2021 | Cariño, cuánto te odio       | Danny   |                                                    |
| 2022 | La maravillosa señora Maisel | J.J.    | Episodio: "Everything is Bellmore"                 |
| 2022 | Entrevista con el vampiro    | Bruce   | Episodio: "A Vile Hunger for Your Hammering Heart" |